# Adoxotricha symbolistis
Adoxotricha symbolistis är en fjärilsart som beskrevs av Edward Meyrick 1938. Adoxotricha symbolistis ingår i släktet Adoxotricha och familjen stävmalar. Inga underarter finns listade i Catalogue of Life.